# 小行星4457
小行星4457（英語：4457 van Gogh）是一颗围绕太阳公转的小行星。1989年9月3日，艾瑞克·怀特·埃尔斯特在上普罗旺斯发现了此天体。
这颗小行星的绝对星等为340.2328388279579等。